# Vitulano
Vitulano ist eine Gemeinde in Italien in der Region Kampanien in der Provinz Benevento mit 2749 Einwohnern (Stand 31. Dezember 2023). Sie ist Bestandteil der Bergkommune Comunità Montana del Taburno. 

## Geografie
Die Gemeinde liegt etwa 18 km westlich der Provinzhauptstadt Benevento. Die Nachbargemeinden sind Campoli del Monte Taburno, Castelpoto, Cautano, Foglianise, Frasso Telesino, Guardia Sanframondi, Paupisi, San Lorenzo Maggiore, Solopaca und Torrecuso. Weitere Ortsteile sind Ponterutto und Santo Stefano.

## Wirtschaft
Die Einwohner leben von der Landwirtschaft und dem Tourismus. Die Gemeinde gehört zum Weinbaugebiet Aglianico del Taburno. Des Weiteren werden Oliven und Kastanien angebaut. Auf dem Gemeindegebiet wird Marmor abgebaut.

## Persönlichkeiten
- Camillo Mazzella SJ (* 10. Februar 1833 in Vitulano; † 26. März 1900 in Rom) war ein italienischer Theologe und Kardinal.